# ماینا نیمینن
ماینا نیمینن (فنلاندی: Minna Nieminen؛ زادهٔ ۳۱ اوت ۱۹۷۶) قایقران روئینگ اهل فنلاند بود.